# 女魔头
《女魔头》（英語：Monster）是一部2003年的犯罪电影，根据連環殺手艾琳·烏爾諾斯的真实经历改编。艾琳生前是一名妓女，在1980年代末和1990年代初杀死六名男子，后被判死刑，2002年在佛罗里达州被处决。艾琳由查理兹·塞隆扮演，她的情人瑟爾比．瓦爾（原型为艾琳的真实伴侣蒂莉亞．摩爾）由克里斯蒂娜·里奇扮演。导演和编剧是派蒂·珍金斯。
查理兹·塞隆因她的出色表演赢得了17个奖项，包括奥斯卡最佳女主角奖、金球奖剧情类电影最佳女主角和美国演员工会奖最佳女主角。她為此部片共增重20公斤，其片中的表演被认为是电影史上最伟大的表演之一。

## 演员
- 查理兹·塞隆 饰演 Aileen Wuornos
- 克里斯蒂娜·里奇 饰演 Selby Wall
- Bruce Dern 饰演 Thomas
- Lee Tergesen 饰演 Vincent Corey
- Annie Corley 饰演 Donna
- Pruitt Taylor Vince 饰演 Gene / Stuttering "John"
- Marco St. John 饰演 Evan / Undercover "John"
- Marc Macaulay 饰演 Will / Daddy "John"
- Scott Wilson 饰演 Horton / Last "John"
- Kane Hodder 饰演 Undercover cop